# Georg Siegel (Fußballspieler)
Georg Siegel (* 21. November 1918; † nach 1952) war ein deutscher Fußballspieler.

## Karriere
Siegel spielte für den SV Waldhof Mannheim als Abwehrspieler – mit Unterbrechungen – von 1935 bis 1952.
Zu Beginn war er von 1935 bis 1939 in der Gauliga Baden, in einer von zunächst 16, später auf 23 aufgestockten Gauligen zur Zeit des Nationalsozialismus als einheitlich höchste Spielklasse im Deutschen Reich, die Saison 1939/40 in der Gruppe Nordbaden, für den Verein tätig. Er bestritt ferner die Hinrunde der Saison 1941/42 und die Saison 1944/45. Während dieser Zeit gewann er zweimal die Gaumeisterschaft Nordbaden und fünfmal die Gaumeisterschaft Baden. Er debütierte am 6. Dezember 1936 beim 1:1-Unentschieden im Derby gegen den VfR Mannheim als linker Verteidiger im seinerzeitigen WM-System neben Mittelläufer Ernst Heermann und Mittelstürmer Otto Siffling.
Aufgrund der Erfolge kam er in den Endrunden um die Deutsche Meisterschaft 1936/37 und 1939/40 insgesamt neunmal zum Einsatz. Bei seiner ersten Teilnahme bestritt er fünf von sechs Spielen der Gruppe 4  und schied mit seiner Mannschaft als Drittplatzierter aus dem Wettbewerb aus, da nur die vier Gruppensieger die Halbfinalspiele bestritten. Bei seiner zweiten Teilnahme bestritt er neun Spiele, einschließlich den beiden Spiele um Platz 3. Da die erste Begegnung mit dem SK Rapid Wien am 21. Juli mit dem Ergebnis von 4:4 nach Verlängerung keinen Sieger hervorgebracht hatte, wurde diese Begegnung eine Woche später wiederholt und mit 2:5 verloren.
In dem 1935 neu geschaffenen Pokalwettbewerb für Vereinsmannschaften um den Tschammerpokal, wurde er 1937 und 1938 in jeweils fünf Spielen eingesetzt; 1939 in acht, 1941 in zwei und 1942 in einem.
Sein Debüt gab er am 29. August 1937 beim 2:0-Erstrunden-Sieg über den VfB Friedberg, ehe er nach vier weiteren Spielen im Halbfinale mit 1:2 am FC Schalke 04 scheiterte. 1938 ereilte ihn und seine Mannschaft das Aus mit der 2:3-Niederlage gegen den SK Rapid Wien bereits im Viertelfinale. 1939 dagegen erreichte er nach sieben Spielen zuvor das Finale, das erst am 28. April 1940 ausgetragen, jedoch mit 0:2 gegen den 1. FC Nürnberg im Berliner Olympiastadion vor 60.000 Zuschauern verloren wurde.
Die Saison 1940/41 war er in der Gauliga Bayern für die SpVgg Fürth aktiv, für die er ferner in vier Spielen des Tschammerpokal-Wettbewerbs eingesetzt wurde, die Rückrunde der Saison 1942/43 und die Folgesaison für die Lufthansa SG Berlin in der Gauliga Berlin-Brandenburg. Im Oktober und November 1941 hat der Waldhof-Verteidiger auch in der Gauauswahl von Nordbaden zwei Spiele gegen Moselland (6:2) und den Niederrhein (1:3) bestritten. Als Spieler der Gauauswahlmannschaft Berlin-Brandenburg nahm er 1941/42 auch am Wettbewerb um den Reichsbundpokal teil. Im Wiederholungsspiel des zuvor am 7. September 1942 im Berliner Poststadion 1:1 unentschieden ausgegangenen Halbfinalspiels gegen die Gauauswahlmannschaft Nordmark, kam er am 27. September 1942 im Hamburger Stadion Hoheluft bei der 1:4-Niederlage zum Einsatz.
Nach dem Ende des Zweiten Weltkriegs kam er von 1945 bis 1952 in der Oberliga Süd, eine von zunächst drei, später auf fünf erweiterten höchsten deutschen Spielklassen, zum Einsatz. Mit dem zweiten Platz am Saisonende 1946/47 erzielte er mit dem SV Waldhof Mannheim das beste Ergebnis. Im Mai und Oktober 1948 vertrat Siegel auch die Farben von Süddeutschland in zwei Repräsentativspielen gegen Nordwest (2:1) und Norddeutschland (1:1). Im ersten Spiel war Jakob Streitle, gegen den Niederrhein, Adolf Knoll sein Partner als Verteidiger. Insgesamt hatte er 201 Oberligaspiele für die „Blau-Schwarzen“ bestritten und 20 Tore erzielt.

## Erfolge
- Gaumeister Baden 1936, 1937, 1940, 1942, 1945
- Gaumeister Nordbaden 1940, 1942
- Tschammerpokal-Finalist 1939